# Francisca Bennàssar Tous
Francisca Bennàssar Tous, née le 11 décembre 1943 à Palma, est une femme politique espagnole.
Membre du Parti populaire, elle  siège au Parlement européen de 1994 à 1999 et au Parlement des îles Baléares de 1999 à 2003. Elle est conseillère municipale de Palma de 2003 à 2008.